# Avernes-sous-Exmes
Avernes-sous-Exmes és un municipi francès situat al departament de l'Orne i a la regió de Normandia. L'any 2007 tenia 70 habitants.

## Demografia

### Població
El 2007 la població de fet d'Avernes-sous-Exmes era de 70 persones. Hi havia 32 famílies de les quals 8 eren unipersonals (8 dones vivint soles i 8 dones vivint soles), 16 parelles sense fills, 4 parelles amb fills i 4 famílies monoparentals amb fills.
La població ha evolucionat segons el següent gràfic:
Habitants censats

### Habitatges
El 2007 hi havia 61 habitatges, 35 eren l'habitatge principal de la família, 18 eren segones residències i 8 estaven desocupats. Tots els 61 habitatges eren cases. Dels 35 habitatges principals, 28 estaven ocupats pels seus propietaris, 6 estaven llogats i ocupats pels llogaters i 1 estava cedit a títol gratuït; 2 tenien tres cambres, 9 en tenien quatre i 24 en tenien cinc o més. 33 habitatges disposaven pel capbaix d'una plaça de pàrquing. A 16 habitatges hi havia un automòbil i a 16 n'hi havia dos o més.

### Piràmide de població
La piràmide de població per edats i sexe el 2009 era:
| Homes | Edats   | Dones |
| ----- | ------- | ----- |
| 0     | 95 o +  | 0     |
| 0     | 90 a 94 | 0     |
| 0     | 85 a 89 | 1     |
| 0     | 80 a 84 | 0     |
| 1     | 75 a 79 | 0     |
| 3     | 70 a 74 | 2     |
| 4     | 65 a 69 | 1     |
| 1     | 60 a 64 | 0     |
| 2     | 55 a 59 | 5     |
| 6     | 50 a 54 | 6     |
| 5     | 45 a 49 | 4     |
| 3     | 40 a 44 | 1     |
| 3     | 35 a 39 | 1     |
| 5     | 30 a 34 | 2     |
| 2     | 25 a 29 | 5     |
| 1     | 20 a 24 | 2     |
| 1     | 15 a 19 | 2     |
| 2     | 10 a 14 | 1     |
| 1     | 5 a 9   | 1     |
| 0     | 0 a 4   | 2     |

## Economia
El 2007 la població en edat de treballar era de 51 persones, 28 eren actives i 23 eren inactives. Les 28 persones actives estaven ocupades(16 homes i 12 dones).. De les 23 persones inactives 15 estaven jubilades i 8 estaven classificades com a «altres inactius».
Activitats econòmiques
Dels 2 establiments que hi havia el 2007, 1 era d'una empresa de construcció i 1 d'una empresa de serveis.
L'únic servei als particulars que hi havia el 2009 era un paleta.
L'any 2000 a Avernes-sous-Exmes hi havia 11 explotacions agrícoles que ocupaven un total de 268 hectàrees.

## Poblacions més properes
El següent diagrama mostra les poblacions més properes.